# Grote Moskee (Rabat)
De Grote Moskee van de medina van Rabat in Marokko, ook bekend als de El-Kharrazin-moskee, is de grootste vrijdagmoskee in de historische Andalusische medina van Rabat. De moskee bevindt zich op de kruising van de straten van Souk Sebbat en Rue Bab Chellah.

## Geschiedenis
De moskee werd oorspronkelijk gebouwd in de Merinidische periode aan het einde van de 13e of het begin van de 14e eeuw en is sindsdien vele malen gereconstrueerd en gerestaureerd. In 1882 vond een uitgebreide restauratie plaats en in 1939 werd de huidige minaret gebouwd.

## Beschrijving
De moskee heeft een oppervlakte van ongeveer 1800 vierkante meter en de minaret heeft een hoogte van 33,15 meter. De moskee heeft zes poorten en volgt een traditionele lay-out voor Marokkaanse moskeeën (een binnenplaats (sahn) en een gebedsruimte aan de binnenkant).